# Tramway de Lviv
Le tramway de Lviv est le réseau de tramways à traction électrique desservant la ville de Lviv, capitale administrative de l'oblast de Lviv et plus grande ville de l'ouest de l'Ukraine. Avec ses neuf lignes et ses 36,5 kilomètres de voies, il est le premier réseau, par sa longueur, des tramways d'Ukraine à voie métrique, soit ayant un écartement des rails d'un mètre. Le réseau est exploité par la société Lvivelektrotrans, entreprise publique municipale gérant l'ensemble des transports en commun de la ville de Lviv.
Le tramway de Lviv date de la fin du XIXe siècle; La première ligne de tramway, alors à traction hippomobile, a été mise en service en 1880. Elle est alors la première ligne de tramway hippomobile du territoire ukrainien. Le réseau a été électrifié à partir de 1894.
Le matériel roulant du tramway de Lviv est principalement composé de rames Tatra T4 et Tatra KT4, produites par la société tchèque ČKD.

## Historique

### Traction à cheval
Les premiers projets de construction d'un tramway à traction hippomobile datent de la fin des années 1860. En 1870, la ville de Lviv reçoit, de deux sociétés britanniques, un projet de construction de ligne de tramway, qu'elle refuse. Cependant, devant le besoin grandissant de doter la ville de Lviv d'un système de transport public, la municipalité lance, en 1878, un appel d'offres pour la construction de lignes de tramways. Plusieurs sociétés répondent à l'appel d'offres, mais c'est finalement une société austro-hongroise, la Società Triestina Tramway qui avait déployé le tramway de la ville de Trieste (Trieste, ville italienne, faisait alors partie de l'Empire austro-hongrois) qui est choisie. Un contrat est signé le 1er février 1879, qui prévoit l'exploitation du réseau par la société durant 25 ans, avant de passer sous le giron municipal.
Le choix d'une voie métrique a été motivé par l'étroitesse des rues de Lviv. La première ligne de tramway est mise en service le 31 mai 1880, et la ville devient la quatrième ville d'Autriche-Hongrie à se doter d'un réseau de tramway. Elle parcourt la rue Horodotska, à hauteur du bâtiment militaire Ferdinand, jusqu'à la place Mytna. La ligne est ensuite prolongée à l'ouest, et relie alors la gare centrale à la place Mytna. Une seconde ligne est ouverte, reliant la gare centrale au quartier de Pidzamtche. Le réseau transporte alors une moyenne de 1,867 million de passagers par an.
En 1889, le réseau compte 105 chevaux, 37 véhicules de passagers et 3 véhicules de transport de marchandises, fabriqués dans la ville de autrichienne de Graz. Les voitures sont tractées par deux chevaux en été, ce nombre pouvant monter à quatre en hiver, du fait des chutes de neige. La vitesse moyenne d'un tramway était de 6,4 km/h. Le réseau emploie alors 70 personnes.

### Électrification du réseau
C'est en 1893 que débutent les premiers préparatifs à la construction d'une ligne de tramway à traction électrique. La capacité des tramways à traction hippomobile devenant insuffisante face à la demande grandissante, la municipalité de Lviv lance un appel d'offres pour la construction de lignes de tramway d'une puissance électrique de 400 cheval-vapeur, soit environ 300 kilowatts. C'est finalement la société viennoise Siemens & Halske qui est choisie pour la construction du réseau, celle-ci ayant également le droit de l'exploiter pendant deux ans avant de le vendre à la municipalité. Le budget est approuvé le 23 mars 1893, et les travaux démarrent en septembre de la même année.
Le 27 avril 1894 arrivent les 16 premières rames en provenance de Vienne, et le 12 mai, dans la nuit, est effectué un premier trajet de test. La ligne est officiellement ouverte le 31 mai, Lviv devient alors la quatrième ville d'Autriche-Hongrie à se doter d'un tramway électrique. Le réseau est achevé avant le début de l'Exposition universelle de Galicie à Lviv, qui se déroule 5 juin au 10 octobre 1894. Le réseau électrique compte 3 lignes pour 8,3 kilomètres de voies. Une première ligne rejoint la gare centrale à la perspective Svobody (Проспект Свободи) en passant par la rue Stepan-Bandera, une seconde ligne relie la perspective Svobody au parc Strysky (où se déroule l'Exposition universelle) en passant par la rue Ivan-Franko, et une troisième ligne relie la perspective Svobody au quartier de Lytchakiv, en empruntant la rue Lytchakivska.
Le nouveau tramway est accueilli de façon mitigée par la population. Sur la ligne desservant Lytchakiv, lors des premiers trajets, le tramway est la cible de jets de tomates et d'œufs.

## Lignes
Le réseau de tramway de la ville de Lviv comporte 9 lignes.
| N⁰ | Tracé | Itinéraire |
| -- | ----- | --- |
| 1  |       | Gare centrale de Lviv > rue Tchernivtsi > place Kropyvnytskoho > rue Stepan-Bandera > centre-ville (rue Stepan-Bandera > rue Kopernika > rue Petro-Dorochenko > rue Pamvy-Beryndy > place de la Cathédrale > place du marché > rue Rouska > rue Pidvalna > rue Vynnytchenko > rue Ivan-Franko > rue Dmytro-Vitovskyï > rue Kotliarevskoho > rue de Kiev > rue Rousovykh > rue Stepan-Bandera) |
| 2  |       | Rue Konovalets > |

## Matériel roulant

### Matériel roulant en service

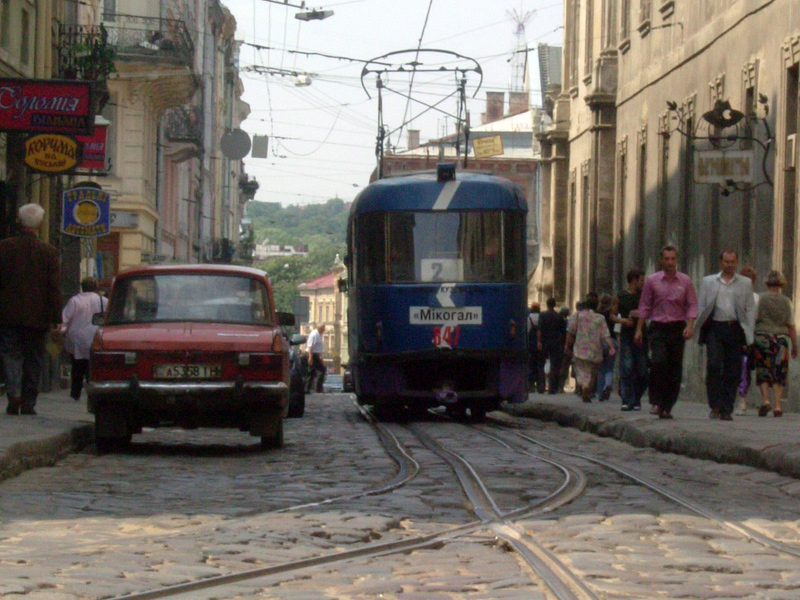
Rame Tatra T4SU

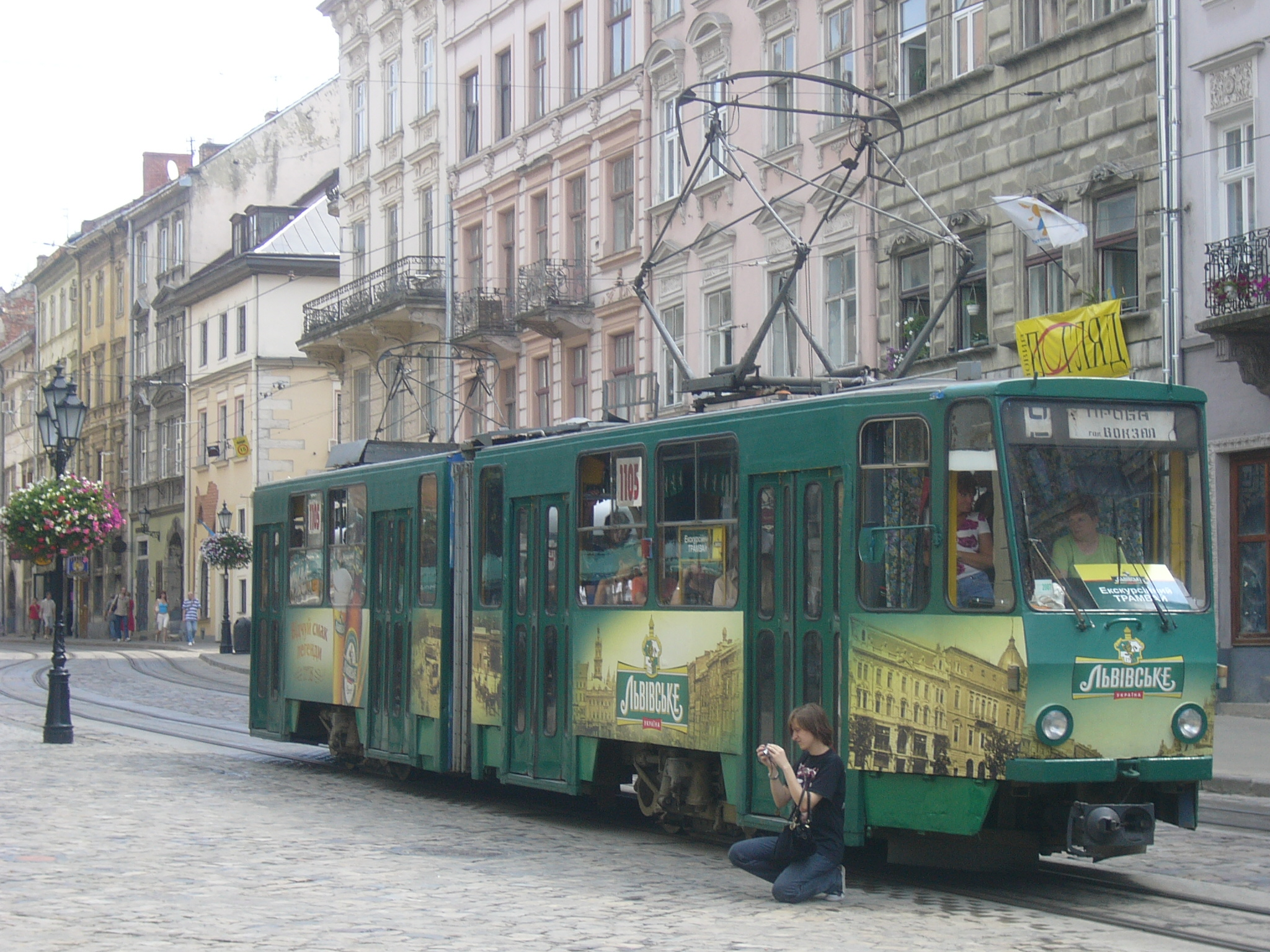
Rame articulée Tatra KT4SU

Le matériel roulant du tramway de Lviv a connu de nombreuses évolutions depuis l'ouverture de sa première ligne en 1880. Au 1er janvier 2010, le parc comptait 158 véhicules de deux types, Tatra T4 et Tatra KT4, produits par le constructeur tchèque ČKD.
- Tatra T4 : le Tatra T4 est un véhicule non articulé sur rail produit par ČKD et lancé en 1967. Il est produit dans l'usine de fabrication de Prague. Les véhicules T4 à destination de l'Union soviétique sont typés T4SU. La première livraison de Tatra T4SU compte 17 véhicules, livrés respectivement en 1972 et 1973[5]. Chacun des véhicules est identifié par un numéro unique, compris entre 801 et 809 pour la livraison de 1972, et entre 810 et 817 pour la livraison de 1973[5]. Sur la période allant de 1974 à 1983, 56 véhicules sont commandés, numérotés de 818 à 883[5].
- Tatra KT4 : le Tatra KT4 est une rame articulée produite par ČKD et lancée en 1977. La ville compte deux types de ces rames, des rames destinées à l'Union soviétique typées KT4SU, livrées entre 1980 et 1988, et des rames destinées à l'Allemagne de l'Est typées KT4D, livrées dans les années 2000[5]. La ville reçoit un premier lot de deux rames en 1976, identifiées initialement par les numéros 1 et 2 puis renumérotées 1001 et 1002[5]; elles sont les premières rames de ce type à être mises en service, et leur exploitation à Lviv sert de période d'essai avant une production en série. Un total de 145 véhicules de ce type a ensuite été livré entre 1981 et 1990, numérotés de 1001 à 1145[5]. En 2007 et 2008, la ville récupère 22 véhicules de types KT4D, initialement utilisées pour les réseaux de tramway des villes d'Erfurt et de Gera, en Allemagne[5].

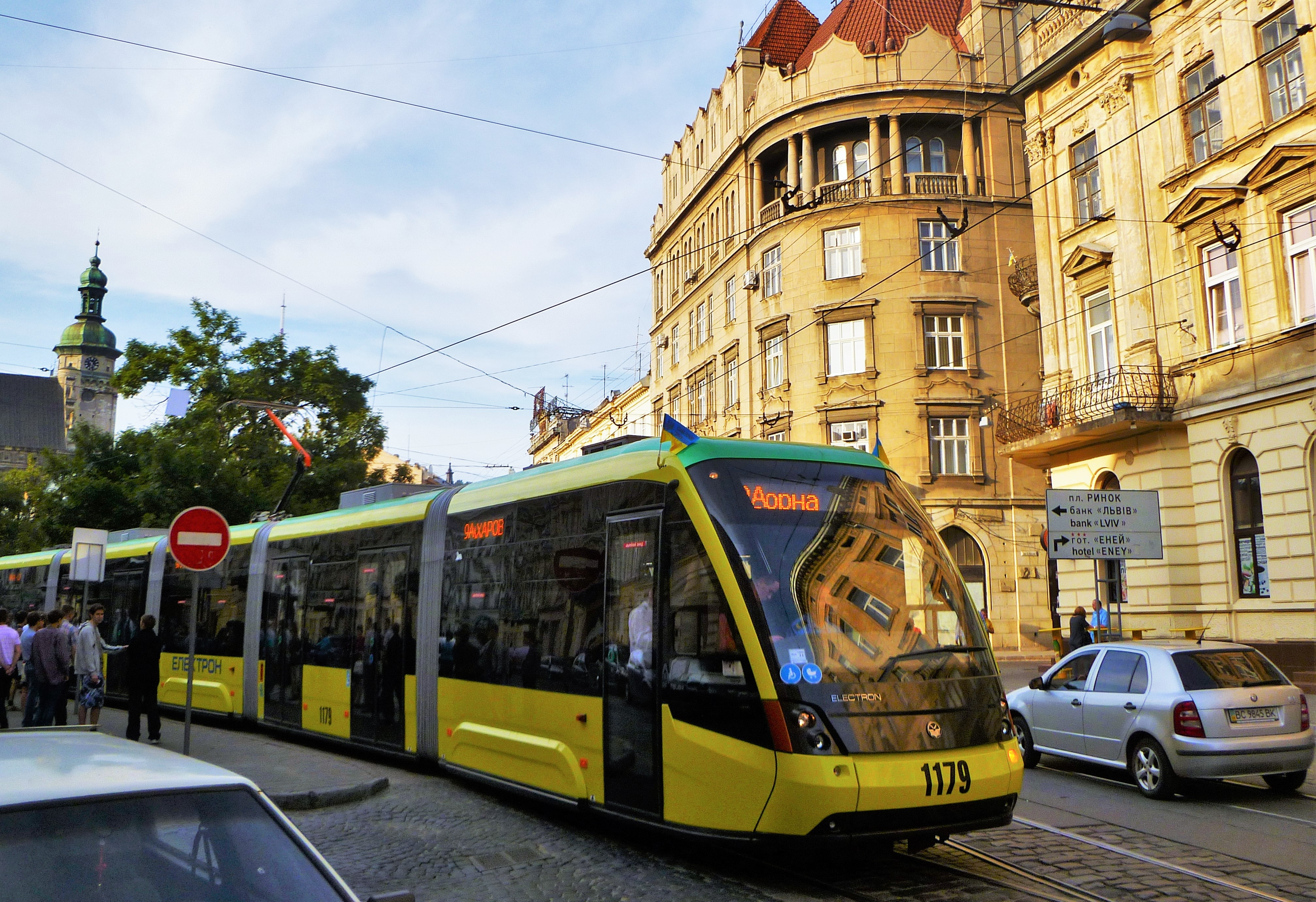
Electron T5L64 est un tramway à plancher bas est conçue et assemblée à Lviv

### Ancien matériel roulant
Le parc de véhicules du tramway de Lviv a compté, au cours de son histoire, des rames de différents constructeurs, dont les sociétés allemandes Siemens & Halske et Gothaer Waggonfabrik, ainsi que le constructeur polonais Autosan. Le parc a notamment été composé de :
- Siemens & Halske : les 24 premières rames motorisées du tramway de Lviv, numérotées de 1 à 24[5]. 16 rames ont été livrées en 1894, 6 en 1895 et 2 en 1899[5].
- Sanok SW-1 et TW-1 : matériel roulant du constructeur polonais Autosan. Deux versions de rame existent : les rames motrices Sanok SW-1, et les wagons Sanok TW-1[5].
- Sanok SN-1 et PN-1 : génération suivante du constructeur Autosan. Sanok SN-1 est une rame motrice, PN-1 est un wagon. Livrées respectivement en 1912, 1913 et 1920, les voitures motrices sont numérotées de 163 à 184 et les wagons de 221 à 240.

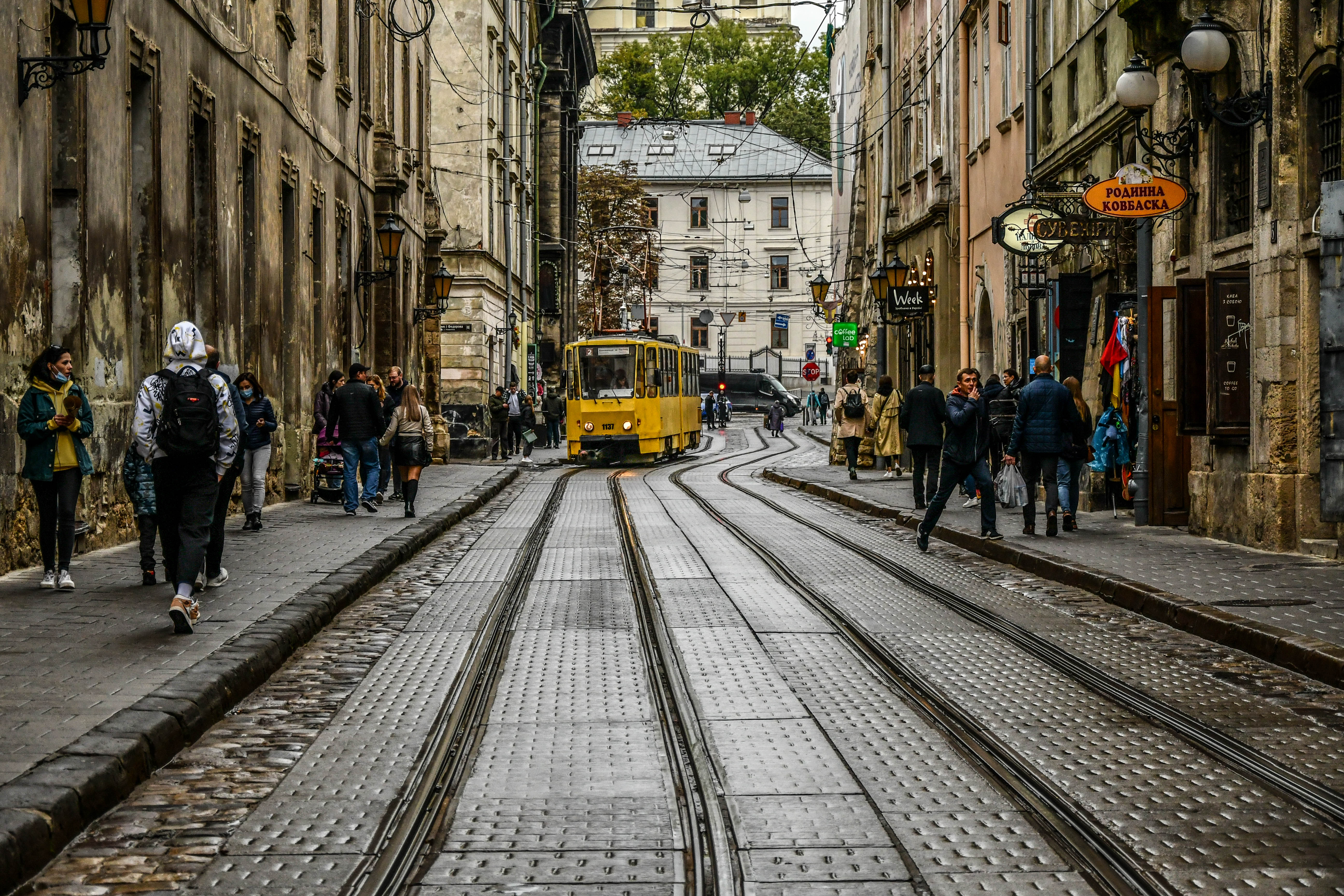

- Lowa T-54 et B-54 : séries de rames de fabrication est-allemande. La première livraison, en 1955, comporte 6 rames motrices Lowa T-54 numérotées de 401 à 406, et 6 wagons Lowa B-54 numérotés de 501 à 506. En 1960, une seconde livraison compte 5 rames motrices numérotées de 425 à 429, et 6 wagons numérotés de 525 à 529.
- Gotha T-57 et B-57 :
- Gotha T-59E et B-59E :
- Gotha G4-61 :
- Gotha T2-62 et B2-62 :